# پاول یاکوشفسکی
پاول یاکوشفسکی (روسی: Павел Андреевич Якушевский؛ زادهٔ ۲۴ سپتامبر ۱۹۸۷) دوچرخه‌سوار اهل روسیه است.
وی در مسابقات کشوری و بین‌المللی در مجموع برندهٔ ۱ مدال طلا شده‌است.